# Idrissa Gueye
Idrissa Gana Gueye (* 26. September 1989 in Dakar) ist ein senegalesischer Fußballspieler. Der Mittelfeldspieler gewann 2011 mit dem OSC Lille das Double aus französischer Meisterschaft und Pokal, nahm 2015 an der Afrikameisterschaft teil und wechselte zur Saison 2015/16 in die englische Premier League zu Aston Villa. Seit September 2022 steht er beim FC Everton unter Vertrag.

## Sportlicher Werdegang
Gueye spielte zunächst in seinem Heimatland in der höchsten Spielklasse für Diambars, bevor er 2008 nach Frankreich ging, um dort für den OSC Lille anzutreten. In den beiden ersten Jahren war er dort zunächst ausschließlich für die zweite Mannschaft aktiv, bevor ihm in der Saison 2010/11 der sportliche Durchbruch auch in der Ligue 1 gelang. In diesem Jahr errang der junge Mittelfeldspieler, der defensiv als „Sechser“ und etwas offensiver als „Achter“ zwischen den beiden Strafräumen eingesetzt werden kann, das Double aus französischer Meisterschaft und Pokal. Er beförderte sich damit auch den Fokus der senegalesischen A-Nationalmannschaft und stand dann 2012 im Kader für Olympia 2012 in London. Verglichen wurde er bezüglich seiner Spielweise häufig mit Ramires vom FC Chelsea. Nach drei weiteren Jahren als Stammspieler des OSC Lille und einer Teilnahme an der Afrikameisterschaft 2015, bei der er alle drei Partien bestritt, heuerte er zur Saison 2015/16 in der englischen Premier League für eine nicht näher genannte Ablösesumme bei Aston Villa an. Ende Juli 2016 wurde verkündet, dass der Ligakonkurrent Everton F.C. bereit sei, die in einer Ausstiegsklausel festgehaltene Ablösesumme von umgerechnet ca. 8,5 Mio. Euro zu zahlen, der Wechsel wurde zum August 2016 vollzogen.
Zur Saison 2019/20 kehrte Gueye in die Ligue 1 zurück und wechselte mit einer Ablösesumme von 30 Mio. Euro zum amtierenden Meister Paris Saint-Germain, bei dem er einen Vertrag mit einer Laufzeit bis zum 30. Juni 2023 unterschrieb. Nach drei Jahren in der französischen Hauptstadt schloss er sich im September 2022 erneut dem FC Everton an.

## Kontroverse
Am 37. Spieltag der Saison 2021/22 der Ligue 1 reiste Gueye mit dem PSG-Team zum Auswärtsspiel gegen den HSC Montpellier. Er stand jedoch nicht im Kader, was Trainer Mauricio Pochettino mit „persönlichen Gründen“ erklärte. Die Kontroverse entwickelte sich, als RMC Sport berichtete, dass Gueye verweigert habe, in dem Spiel gegen Montpellier aufzulaufen, weil PSG an diesem Tag in Trikots mit Rückennummern in Regenbogenfarben spielte. Dies war Teil einer Aktion aller Mannschaften in der Ligue 1 zum Internationalen Tag gegen Homo-, Bi-, Inter- und Transphobie. Gueye hatte den Aktionstag bereits in der Vorsaison verpasst, mit der Begründung, dass er unter einer Magen-Darm-Entzündung leide.
Gueye wurde für sein Fehlen von vielen Seiten kritisiert, darunter von Rouge Direct, einer Organisation, die sich gegen Homophobie im Sport einsetzt, und von Valérie Pécresse, der Regionalpräsidentin der Region Île-de-France. Der Ethikrat des Französischen Fußballverbands verlangte von Gueye eine Stellungnahme, in der der Spieler erklären sollte, ob er gefehlt habe, weil er sich nicht an der Trikotaktion beteiligen wollte.
Unterstützung erhielt Gueye unter anderem vom senegalesischen Präsidenten Macky Sall, der auf Twitter erklärte, dass man Gueyes religiöse Überzeugungen respektieren müsse. Auf den sozialen Medien wurde #WeAreAllIdrissa zwischenzeitlich zum beliebtesten Hashtag weltweit.

## Titel/Auszeichnungen
- Französischer Meister: 2011, 2020
- Französischer Pokalsieger: 2011
- Afrika-Cup-Sieger: 2022